# Eumenes enigmatus
Eumenes enigmatus är en stekelart som beskrevs av Henry Lorenz Viereck 1908. Eumenes enigmatus ingår i släktet krukmakargetingar, och familjen Eumenidae. Inga underarter finns listade i Catalogue of Life.